# 豊国秋篠
豊国 秋篠（とよくに の あきしの）は、奈良時代の皇族・貴族。始め秋篠王を称し、臣籍降下後の氏姓は岳基真人のち豊国真人。敏達天皇の後裔で、刑部卿・竹田王の孫か。官位は従五位下・治部大輔。子に継成がいた。

## 経歴
天平勝宝元年（749年）無位から従五位下に直叙される。天平勝宝6年（754年）4月に少納言に任ぜられると、同年閏10月に息子の継成王と姪3名と共に臣籍降下して、丘基真人姓を与えられる。翌天平勝宝7歳（755年）には秋篠を含む同族21人が再び改姓し豊国真人となる。天平宝字7年（763年）雅楽頭。
称徳朝の神護景雲2年（768年）石見守に左遷されるが、神護景雲4年（770年）8月に称徳天皇が崩御すると、翌9月に甲斐守に任ぜられ、10月には京官の治部大輔を兼ねている。

## 官歴
『続日本紀』による。
- 天平勝宝元年（749年） 11月26日：従五位下（直叙）
- 天平勝宝6年（754年） 4月5日：少納言。閏10月19日：臣籍降下（丘基真人姓）
- 天平勝宝7歳（755年） 4月18日：豊国真人に改姓
- 天平宝字7年（763年） 正月9日：雅楽頭
- 神護景雲2年（768年） 7月1日：石見守
- 神護景雲4年（770年） 9月16日：甲斐守。10月23日：兼治部大輔